# Schizophragma hydrangeoides
Schizophragma hydrangeoides är en hortensiaväxtart som beskrevs av Sieb. och Zucc. Schizophragma hydrangeoides ingår i släktet Schizophragma och familjen hortensiaväxter.

## Underarter
Arten delas in i följande underarter:
- S. h. taquetii
- S. h. ullungdoense
- S. h. yakushimense

## Bildgalleri

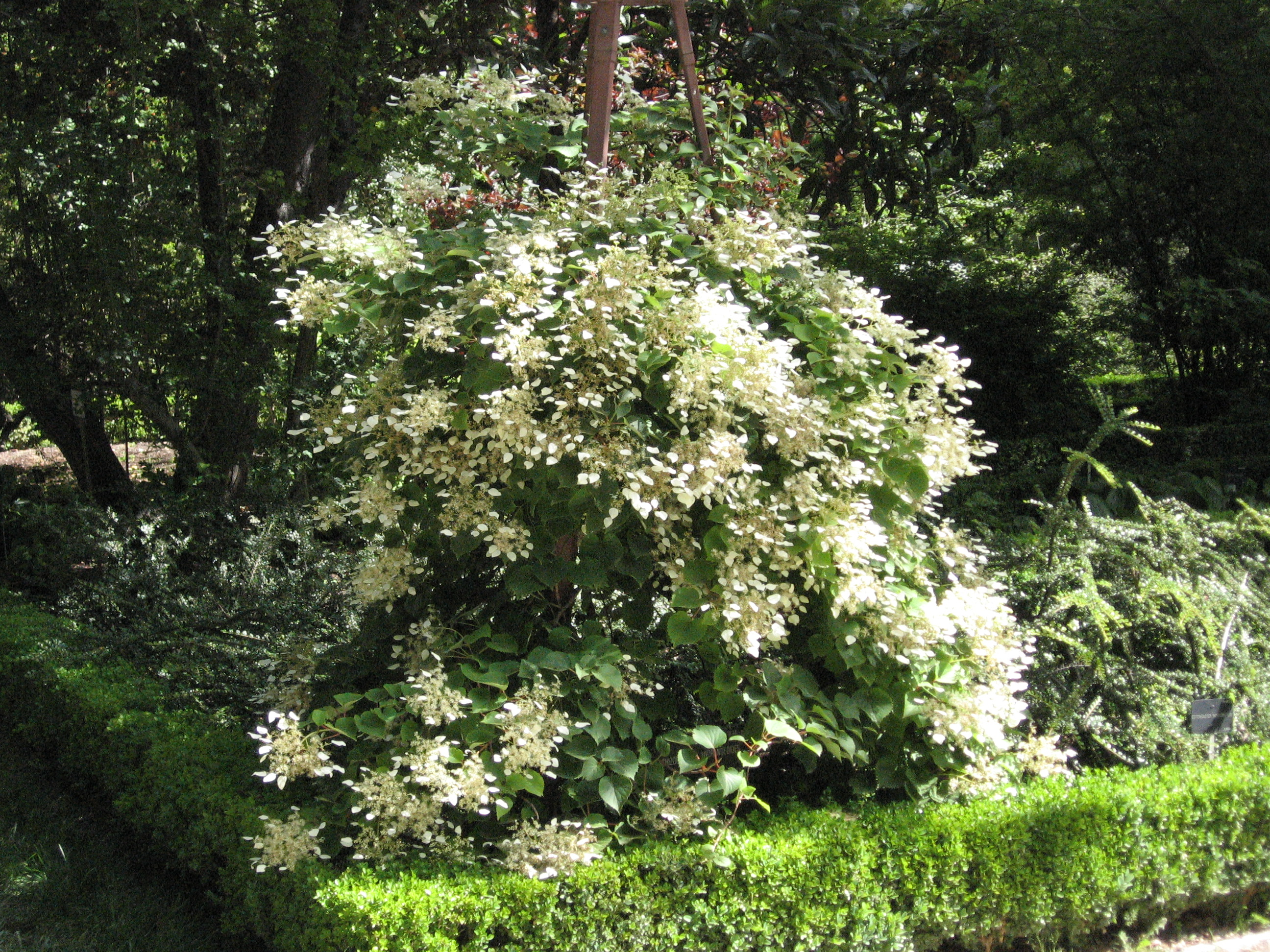
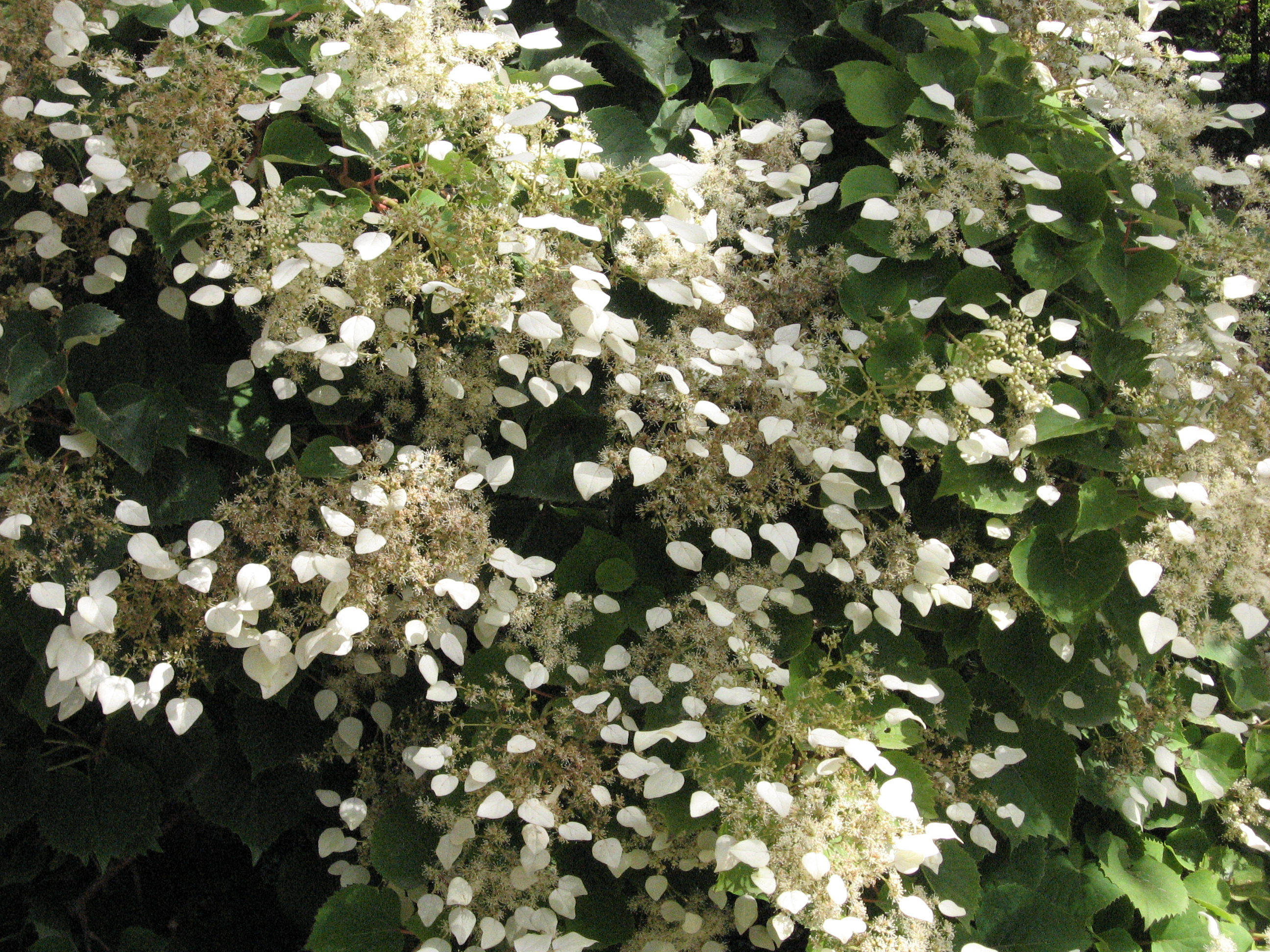
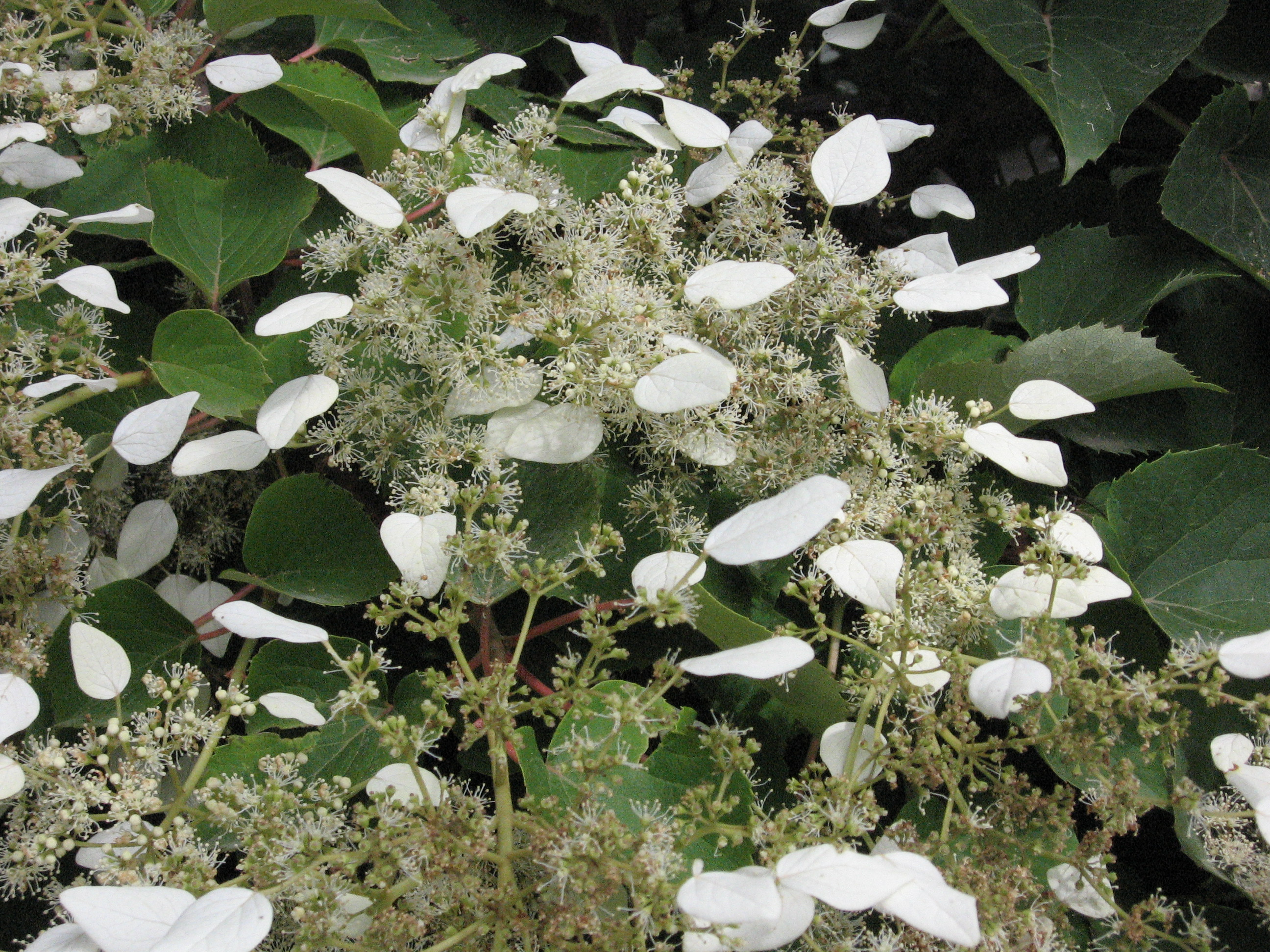
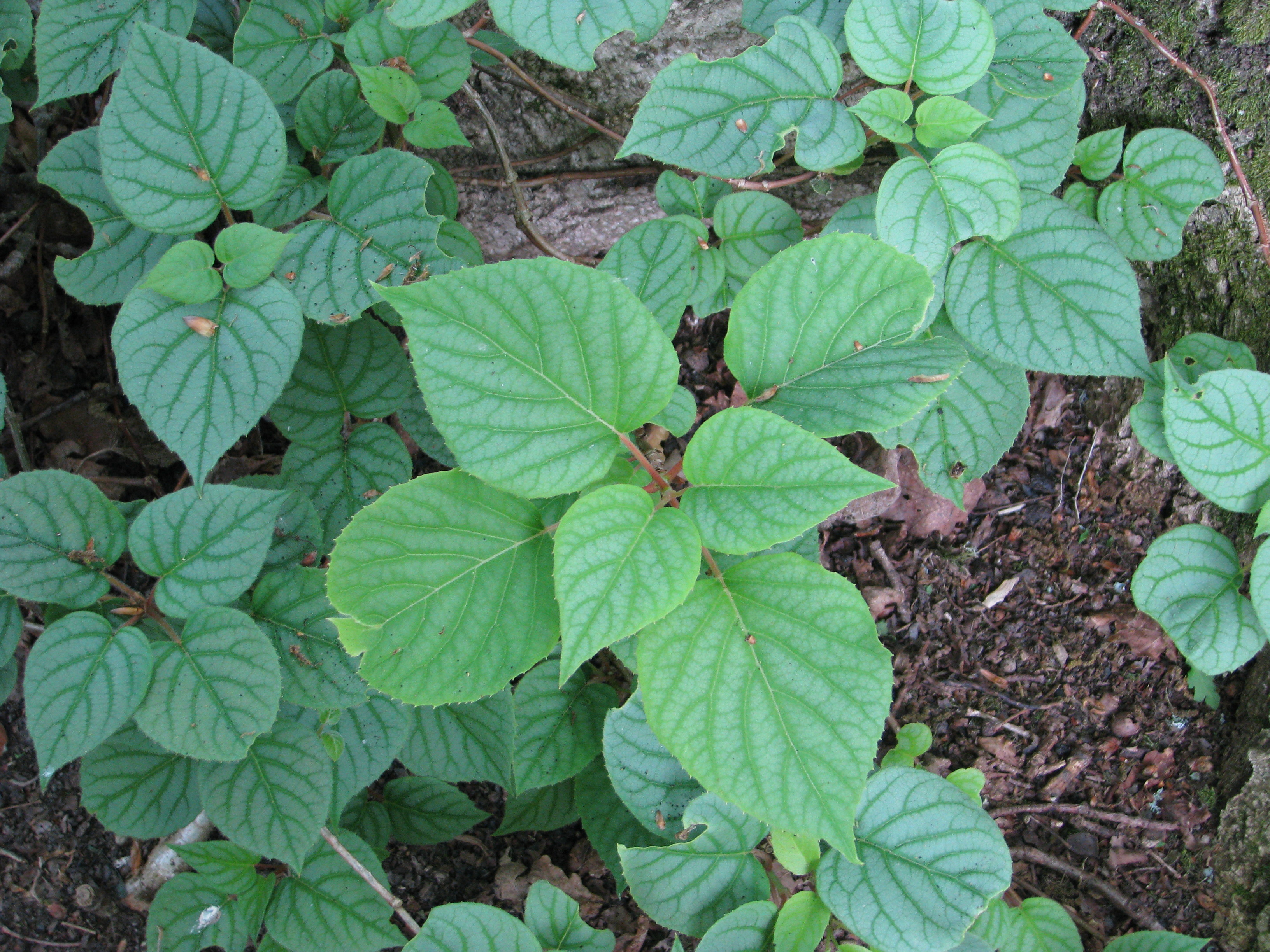
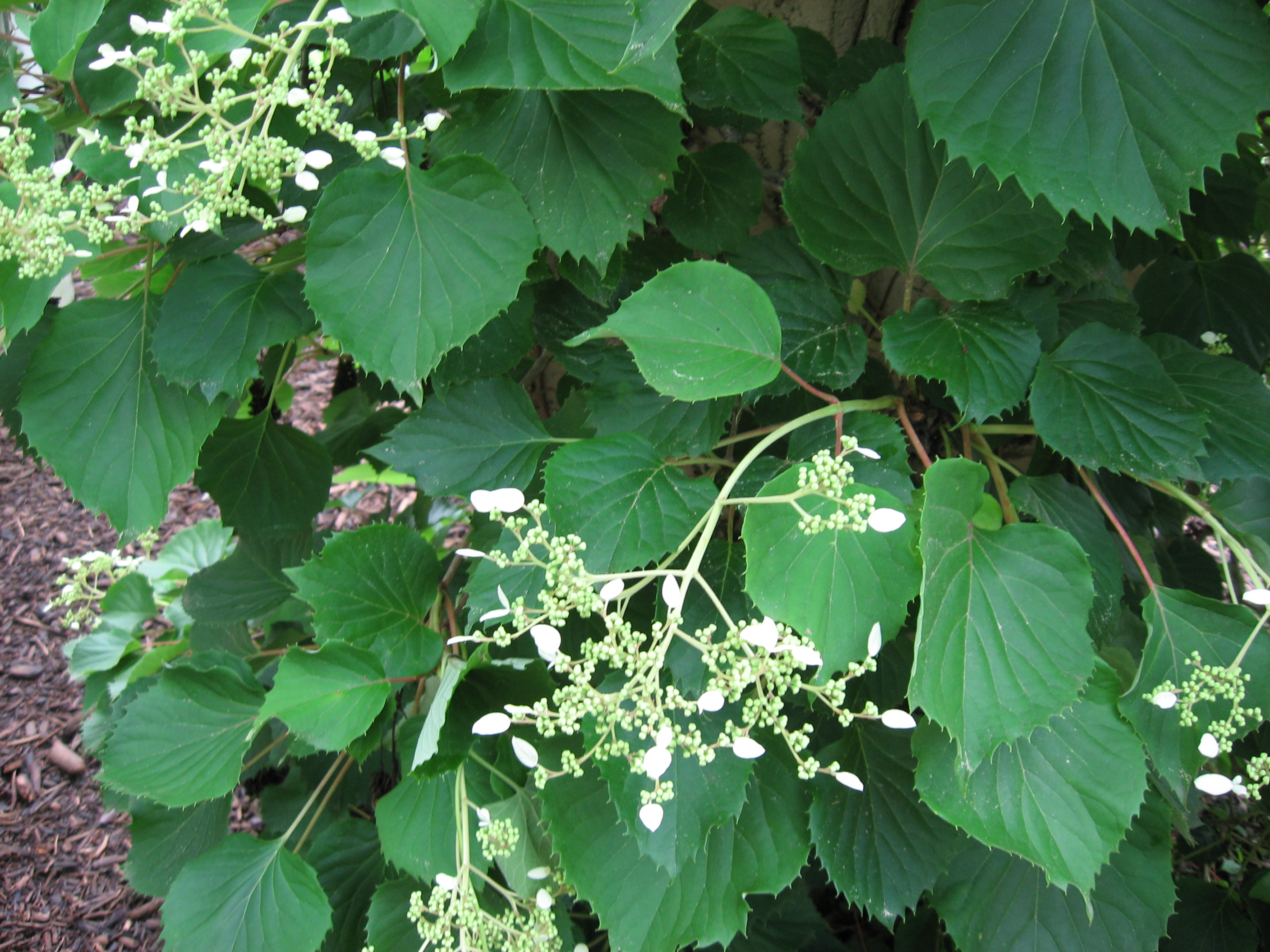
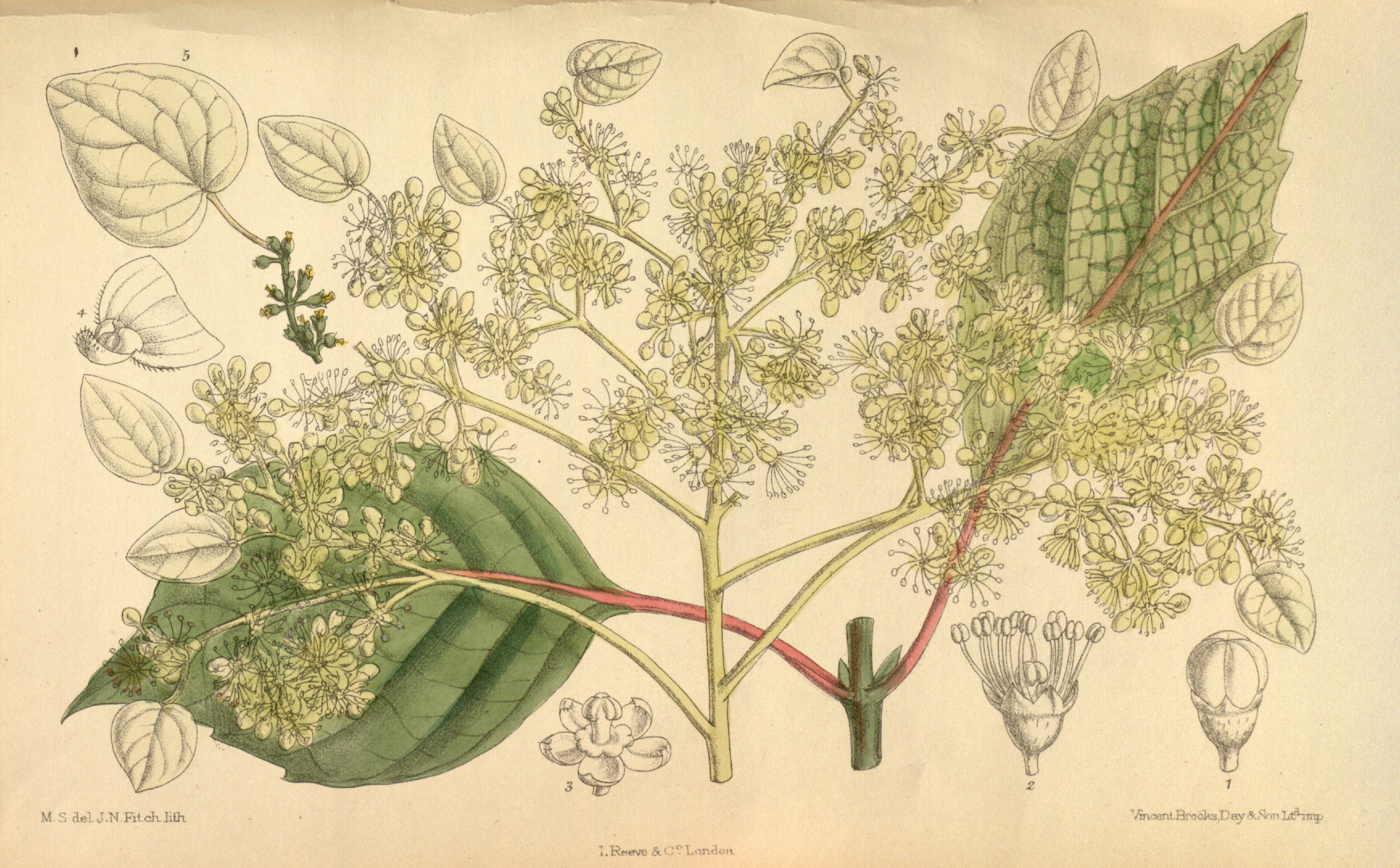